# Henri Tajfel
Henri Tajfel (nascido Hersz Mordche Tajfel; Włocławek, 22 de junho de 1919 – Oxford, 3 de maio de 1982) foi um psicólogo social polonês, mais conhecido por seu trabalho pioneiro sobre os aspectos cognitivos do preconceito e a teoria da identidade social, além de ser um dos fundadores da Associação Europeia de Psicologia Social Experimental.